# West Chester Area School District

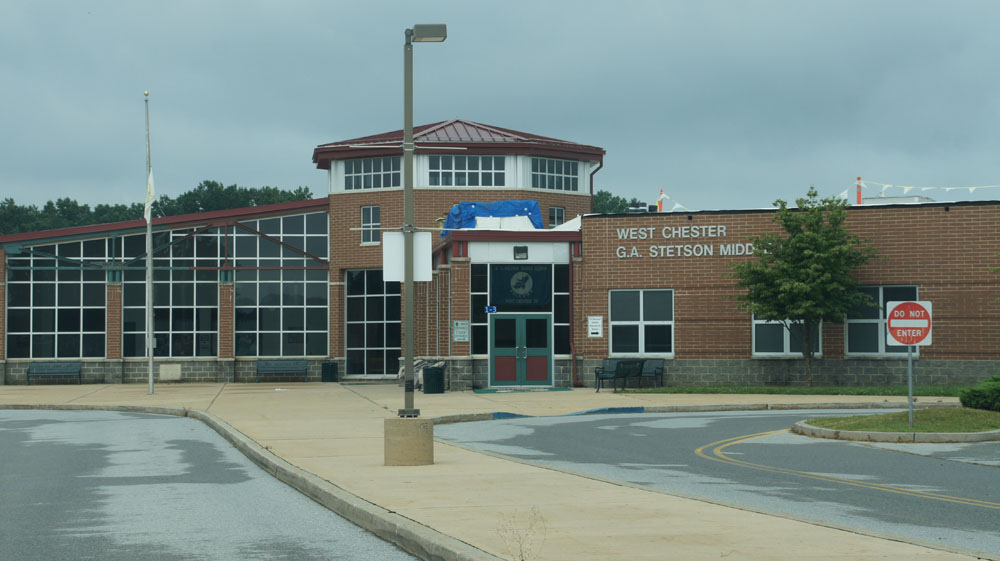
Stetson Middle School

Le West Chester Area School District désigne un ensemble d'établissements scolaires implantés à West Chester (Pennsylvanie) et les villes environnantes, il comprend  dix écoles primaires, trois  Middle Schools et trois High Schools.

## Présentation
L'ensemble scolaire scolarise 11 577 élèves, avec un ratio moyen d'un enseignant pour 14 élèves,.
Il comprend les établissements suivants :

### Elementary Schools
- L'East Bradford, Elementary School
- L'East Goshen, Elementary School
- L'Exton Elementary School
- La Fern Hill, Elementary School
- La Glen Acres, Elementary School
- La Hillsdale, Elementary School
- La Mary C Howse, Elementary School
- La Penn Wood, Elementary School
- La Sarah W Starkweather, Elementary School
- La Westtown-Thornbury, Elementary School

### Middle Schools
- La Stetson, Middle School
- La E N Peirce, Middle School
- La J R Fugett, Middle School

### High Schools
- La West Chester Bayard Rustin, High School
- La West Chester East, High School
- La West Chester Henderson, High School